# El refugio del alba (película de 1918)
El refugio del alba es una película muda italiana de 1918 dirigida por Mario Bonnard, en la que intervino el actor español Bonaventura Ibáñez.

## Argumento
Una tarde, el Conde Mario, su amante Lucía y los amigos de la pareja se dirigen a la puerta de una taberna de barrio. Al fondo del corredor resuena una voz fascinante. Es la de una hermosa ciega, María, de quien Mario se enamora inmediatamente y le ofrece su amistad ferviente. Así comienza una historia de amor que tendrá páginas vibrantes de pasión, escenas dramáticas y grandiosas, episodios gentiles...